# Anthomyza neglecta
Anthomyza neglecta är en tvåvingeart som beskrevs av Collin 1944. Anthomyza neglecta ingår i släktet Anthomyza och familjen sumpflugor. Arten är reproducerande i Sverige. Inga underarter finns listade i Catalogue of Life.